# Glaucilândia
Glaucilândia es un municipio brasileño del estado de Minas Gerais. Según el censo del IBGE del año 2010, su población era de 2964 habitantes.